# Scotopteryx chouika
Scotopteryx chouika är en fjärilsart som beskrevs av Charles Oberthür 1909. Scotopteryx chouika ingår i släktet backmätare, och familjen mätare. Inga underarter finns listade.